# Grzybowo (grodzisko)

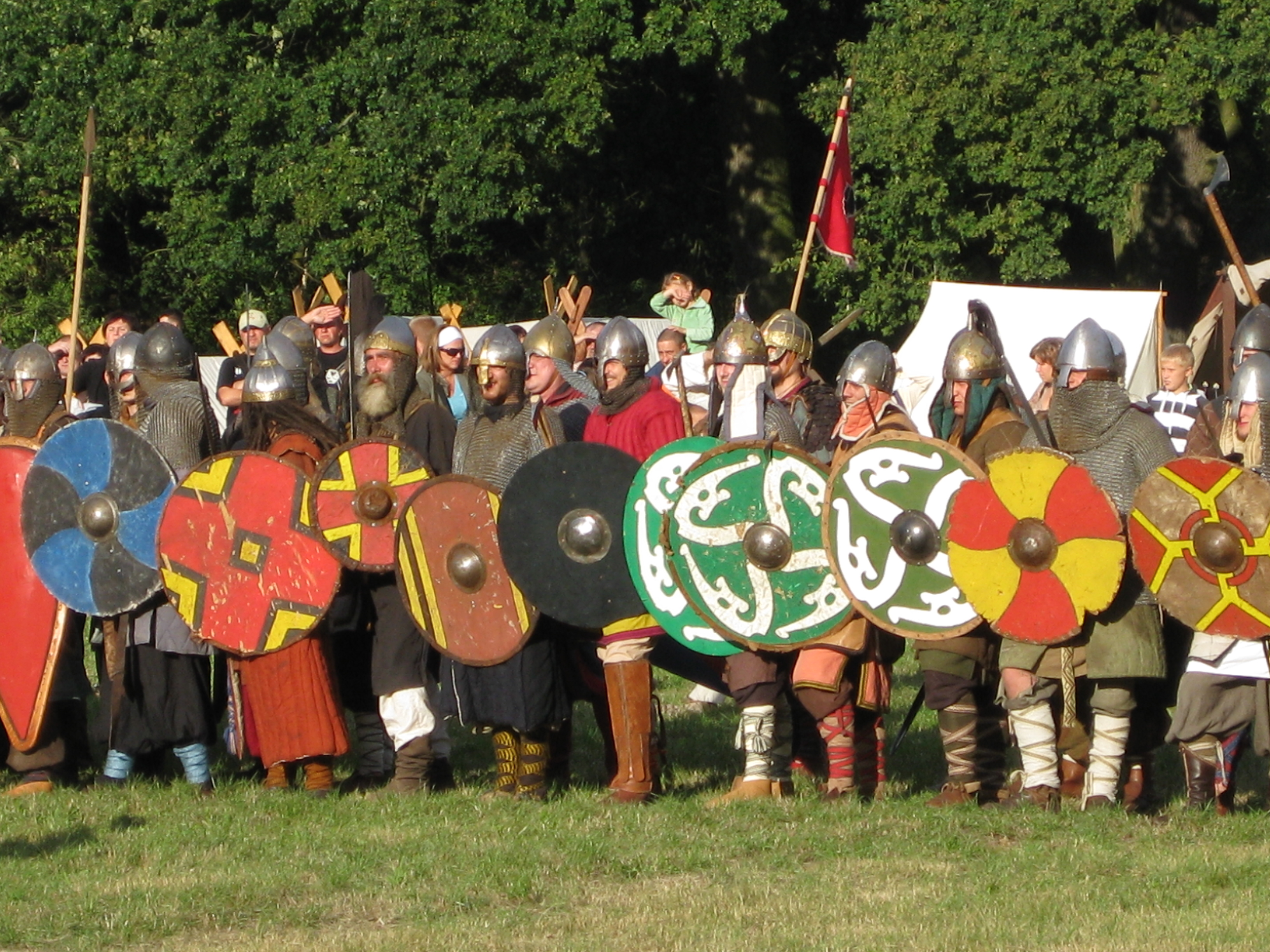
Zjazd Wojowników Słowiańskich w Grzybowie

Grzybowo – wczesnośredniowieczne grodzisko w Grzybowie (województwo wielkopolskie, powiat wrzesiński, gmina Września) zlokalizowane na wschodnim brzegu Strugi (inne nazwy Struga Rudnik, Rudak), 7 km na północny wschód od miasta Wrześni, zlokalizowane w południowej części wsi zwanej Rabieżycami. Od 1997 wchodzi w skład Muzeum Pierwszych Piastów na Lednicy jako Oddział Rezerwat Archeologiczny – Gród w Grzybowie, którego pierwszym kierownikiem był mgr Jacek Wrzesiński.

## Historia
Gród wzniesiono w ramach dwóch faz, pierwsza z nich związana była z powstaniem mniejszego grodu latach 919–923. Inwestycję kontynuowano w latach 929–935 i na początku lat 40. X wieku, wówczas to w trakcie tej drugiej fazy powstał większy gród. Obecnie widoczne w terenie grodzisko pierwotnie składało się z dwóch grodów. Długość zewnętrznego obwodu podnóża wału wynosi 680 m. Duży gród był otoczony wałem mierzącym około 9 m wysokości i 27 m jego szerokości. W trakcie budowy wału zużyto ogromne ilości drewna dębowego oraz ziemi, gliny i piasku, a do budowy konstrukcji wałowych używano dranic dartych z olbrzymich ponad 400-letnich dębów. Wał małego jak i dużego grodu wykonano w konstrukcji rusztowej, a południowo-wschodnia partia obwałowań młodszego obiektu uległa spaleniu, o czym świadczą wyniki badań magnetycznych. Całkowita powierzchnia grodziska wynosi 4,2 ha, a jego majdanu 2,2 ha. Pod względem zajmowanej powierzchni około połowy X wieku na terenie ideowego centrum władztwa Piastów jedynie gród w Poznaniu na Ostrowie Tumskim był większym obiektem obronnym. W świetle analiz materiału źródłowego (szczególnie ceramicznego) można stwierdzić, że zespół grodowy w Grzybowie przestał funkcjonować około połowy XI wieku. Przy tym ośrodek ten jako jedyny z tzw. grodów centralnych z terenu Wielkopolski (Giecz, Gniezno, Ostrów Lednicki, Poznań) nie pojawił się w źródłach pisanych ani nie posiadał kamiennej architektury rezydencjonalnej lub sakralnej.
Pierwsze niewielkie badania sondażowe na grodzisku przeprowadził w XIX wieku niemiecki badacz Wilhelm Schwartz. Kolejne badania sondażowe wykonał w 1938 Olgierd Brzeski. Planowe badania wykopaliskowe rozpoczęto dopiero w 1989, również z inicjatywy Olgierda Brzeskiego, a poprzedzono je w 1988 r. wykonaniem serii odwiertów usytuowanych wzdłuż trzech osi krzyżujących się na majdanie. Prace te były realizowane przez Fundację Brzeskich afiliowaną przy Poznańskim Towarzystwie Przyjaciół Nauk. Konsultantem i opiekunem naukowym prac archeologicznych była prof. dr hab. Zofia Hilczer-Kurnatowska, a kierownikiem prac w terenie mgr Mariusz Tuszyński oraz w ostatnich sezonach (2006 i 2007) prof. dr hab. Krystyna Sulkowska-Tuszyńska. Badania wykopaliskowe z ramienia Fundacji Brzeskich zostały zakończone w 2007 roku. W latach 2005–2006 na terenie grodziska działała również ekspedycja archeologiczna z ramienia Muzeum Pierwszych Piastów na Lednicy, a badaniami kierowali Mateusz Łastowiecki i Dorota Dominiczak-Głowacka. Prace te wyprzedzały planowaną budowę pawilonu muzealnego i objęły one teren w zachodniej partii grodziska, gdzie mieściło się współczesne wejście na stanowisko archeologiczne. W 2018 roku wznowiono prace wykopaliskowe na grodzisku, co miało związek z realizacją projektu naukowego pt. „Gród w Grzybowie i jego zaplecze osadnicze w kontekście pogłębionych badań interdyscyplinarnych” (numer 2017/25/B/HS3/00016) i finansowanego przez Narodowe Centrum Nauki. Kierownikiem projektu był dr hab. Marcin Danielewski z Wydział Archeologii Uniwersytetu im. Adama Mickiewicza w Poznaniu, a prace wykopaliskowe na grodzisku odbywały się pod kierownictwem mgra Jacka Wrzesińskiego.

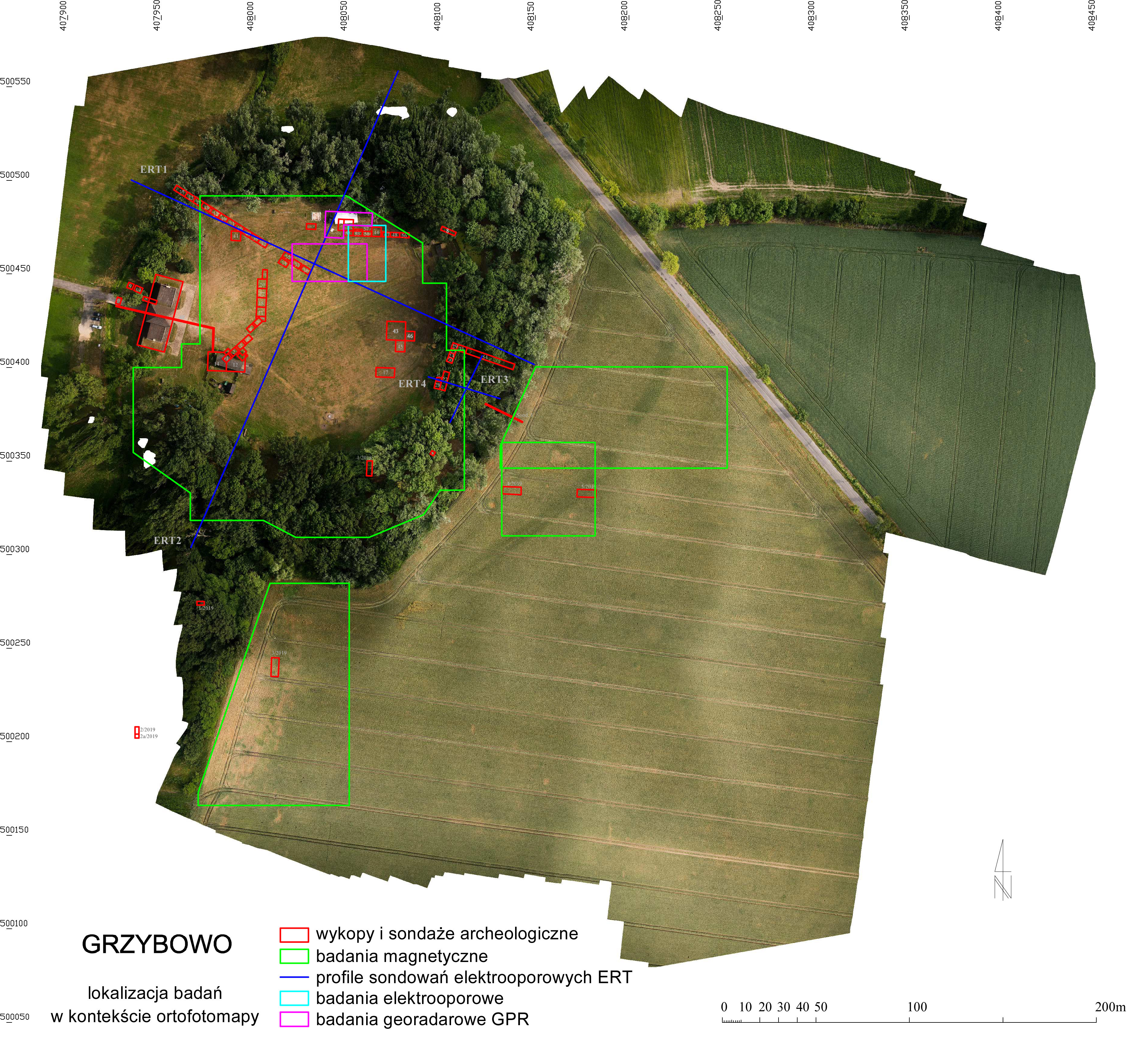

W wyniku badań uzyskano materiał zabytkowy: ceramikę (kilkadziesiąt tysięcy fragmentów), przedmioty wykonane z kości i poroża, wyroby z żelaza, przedmioty wykonane z drewna czy kamienia. Te ostatnie materiały źródłowe, a więc przedmioty z kamienia doczekały się osobnego opracowania naukowego, podobnie jak przęśliki. W 1999 odnaleziono pozostałości odkrytego w końcu XIX wieku skarbu, w którego skład weszło ponad 800 fragmentów srebrnych monet arabskich tzw. dirhemów z X wieku i pocięte srebrne ozdoby. Szczególnie interesujące wydają się materiały źródłowe świadczące o elitarnym charakterze tego ośrodka: kółka kolcze, paciorki z karneolu, kryształu górskiego, osełki z fyllitu czy mosiężny pierścień z ornamentyką nawiązującą do wzornictwa skandynawskiego. Na stanowisku odkrywano także uzbrojenie oraz broń łowiecką (żelazny grot oszczepu, żelazne groty strzał, grot strzał z poroża, promień strzały, łęczysko łuku, kółka kolcze).
Po przejęciu obiektu przez Muzeum Pierwszych Piastów, co nastąpiło w 1997 roku, na terenie grodziska postawiono rekonstrukcję chaty z przełomu XIX i XX wiek, stanowiącej zaplecze dla badań wykopaliskowych. W 2010 zakończono budowę obiektu muzealnego. Nawiązuje on swoim kształtem do średniowiecznych wałów grodowych. Budynek jest dwukondygnacyjny, z tarasem widokowym, mieści ekspozycje muzealne oraz zaplecze socjalne i techniczne. W północnej i zachodniej części grodziska umiejscowiono zagrodę edukacyjną, na którą składają rekonstrukcje średniowiecznych budowli w konstrukcji zrębowej i sumikowo-łątkowej.
Od 2001 do 2013 roku corocznie w przedostatni weekend sierpnia na grodzisku w Grzybowie odbywał się Międzynarodowy Zjazd Wojowników Słowiańskich. W 2014 r. rozpoczęto nowy cykl rekonstrukcji historycznych pod nazwą Grzybowski Turniej Wojów.

## Galeria

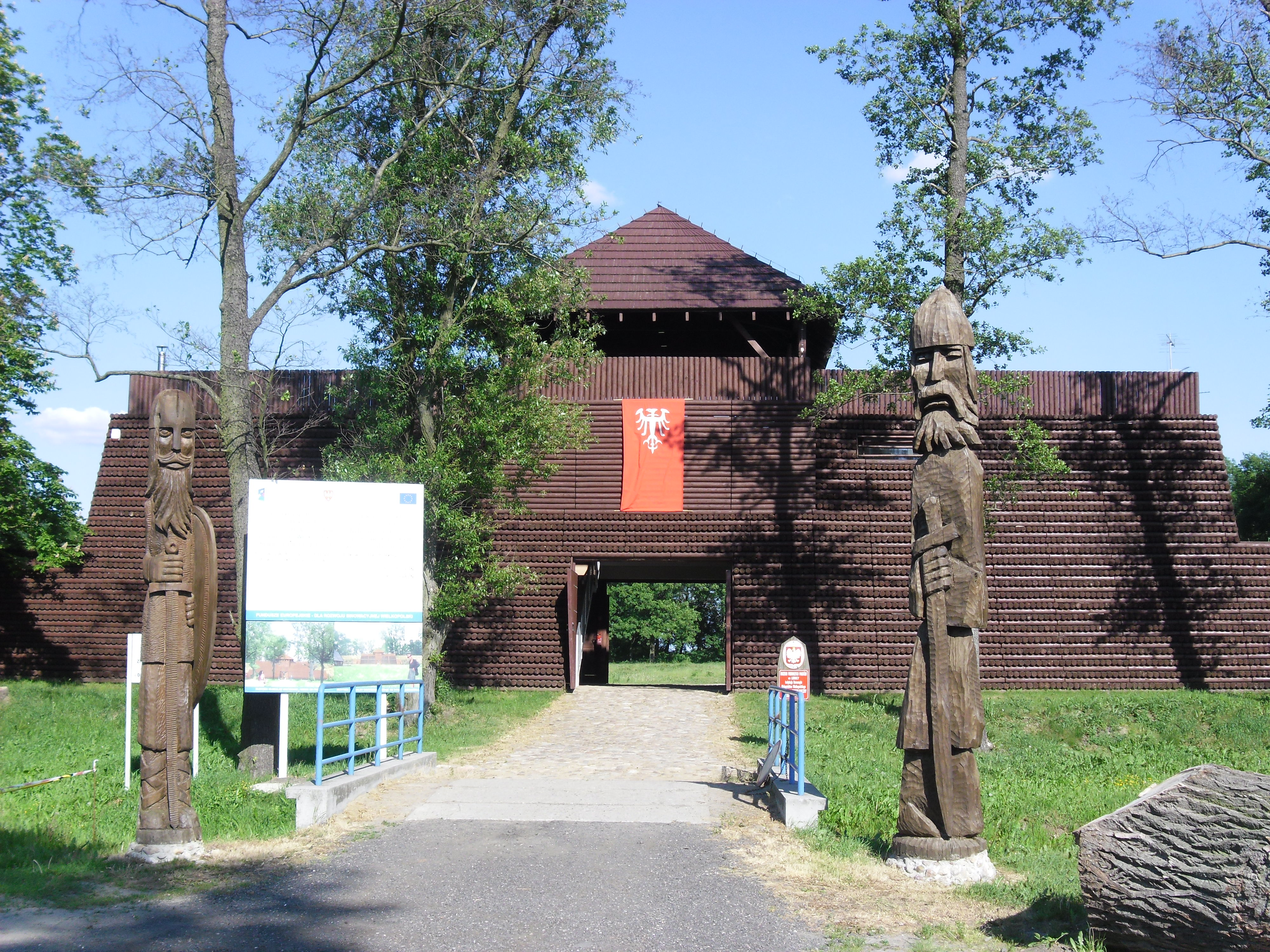
Gmach muzealny imitujący bramę wjazdową na gród
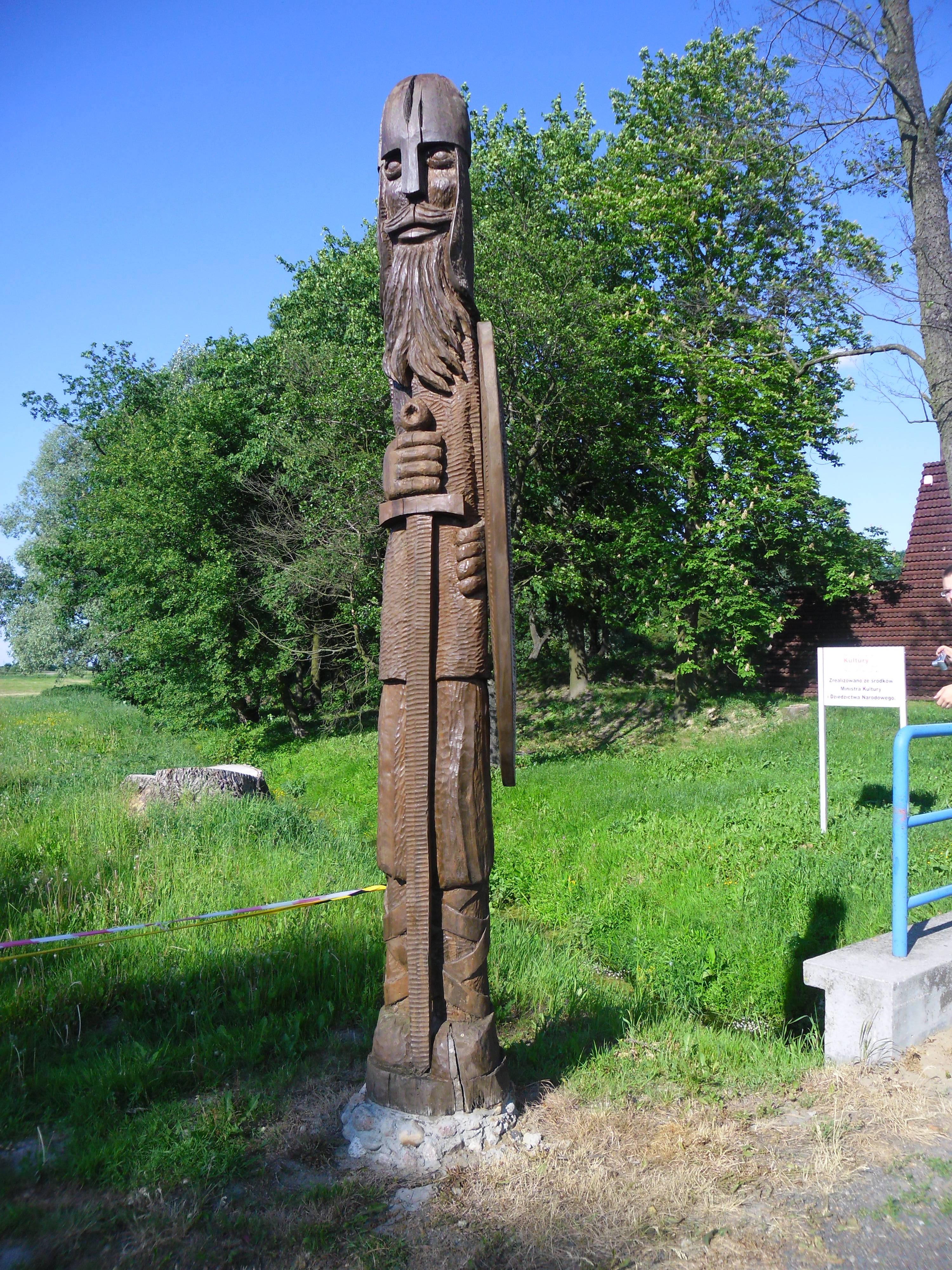
Rzeźba zlokalizowana na zachodnim brzegu rzeki Strugi przed gmachem muzealnym
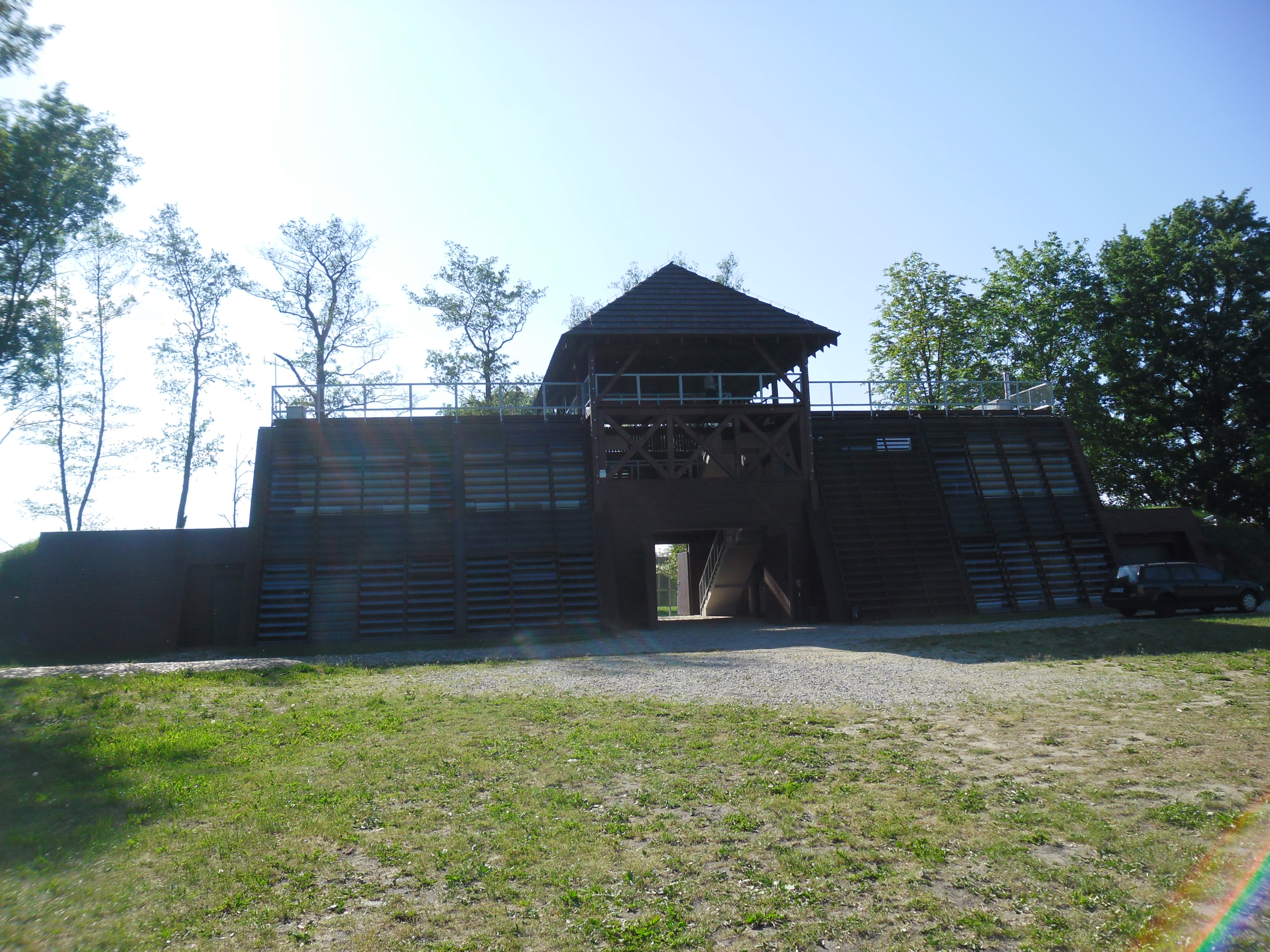
Gmach muzealny imitujący bramę wjazdową na gród, widoczny od strony majdanu grodziska
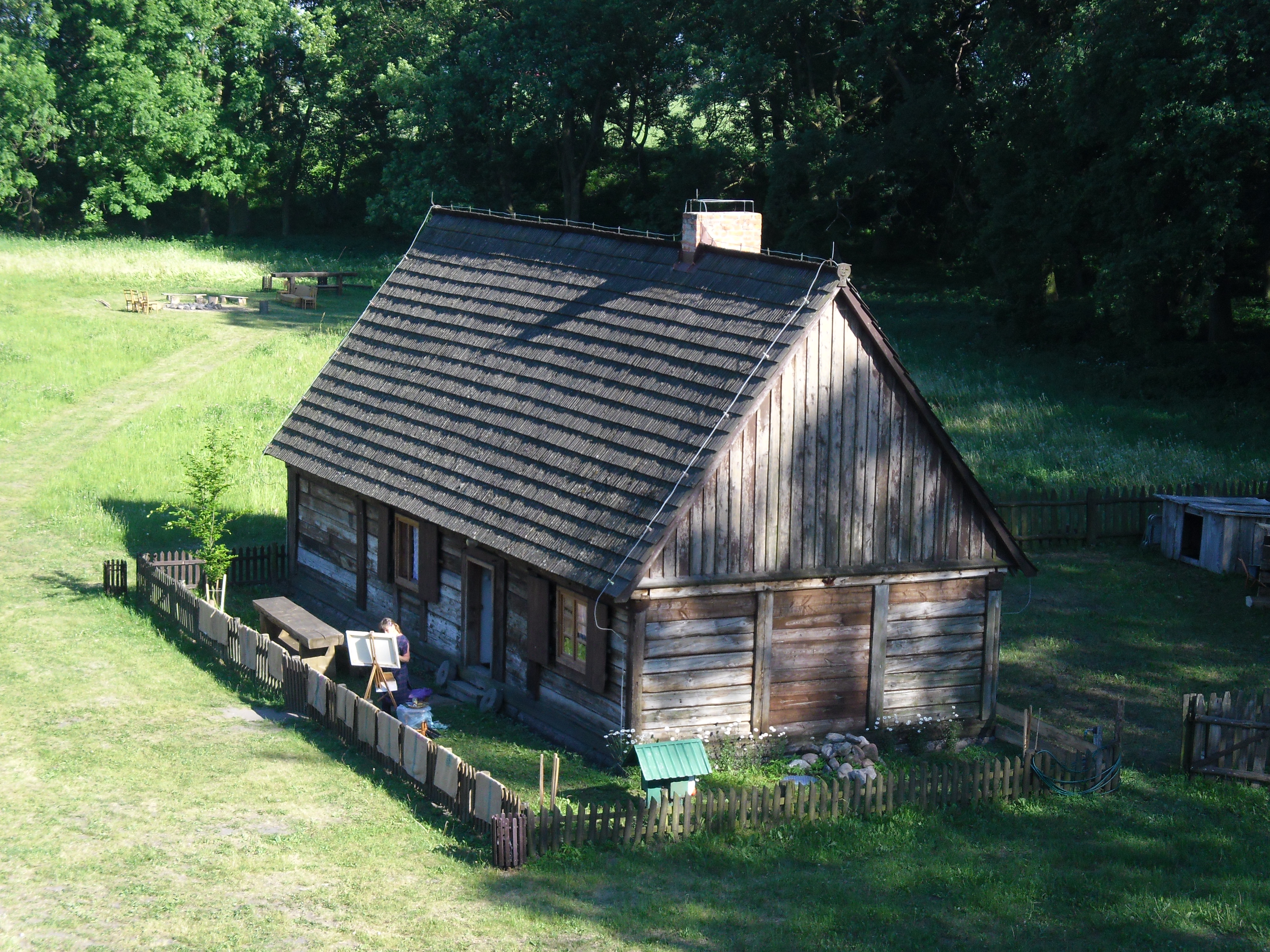
Chata z przełomu XIX i XX wieku zlokalizowana na majdanie grodziska. Widok z tarasu widokowego gmachu muzeum
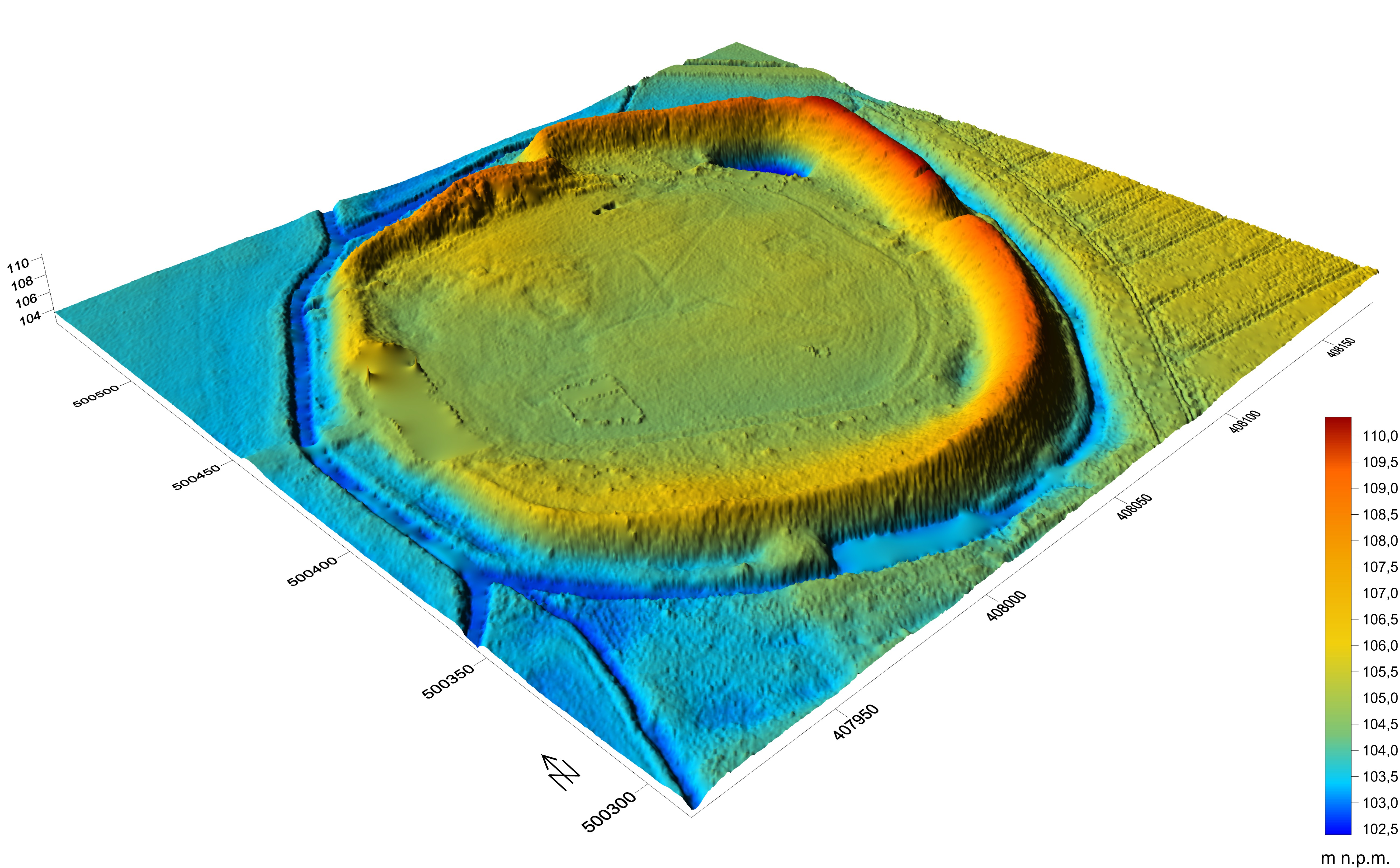
Numeryczny model terenu ALS LiDAR z lokalizacją grodziska (stanowisko nr 1). Autor Wiesław Małkowski (obraz wykonany na potrzeby projektu Gród w Grzybowie i jego zaplecze osadnicze w kontekście pogłębionych badań interdyscyplinarnych – nr 2017/25/B/HS3/00016 finansowanego przez Narodowe Centrum Nauki)